# Mehen
Mehen è una divinità egizia appartenente alla religione dell'antico Egitto, dall'aspetto simile a quello di Nehebkau, è il benefico dio-serpente, guardiano della barca solare di Ra e il cui nome significa "colui che è arrotolato".
| V22 · n | I15 |

 mḥn

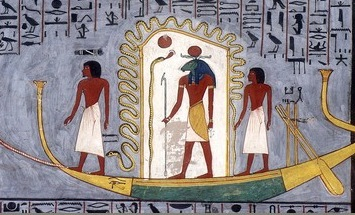
Il serpente Mehen protegge il dio Ra, nel suo aspetto notturno con la testa di ariete, accompagnato nel suo viaggio da Sia ed Heka

Con le sue spire proteggeva il dio sole avvolgendolo, come uno scudo, nel viaggio notturno nella Duat oppure lo salvava dal malvagio dio Apopi che, serpeggiando, circondava ma senza mai poterlo uccidere perché entrambi rappresentavano l'eterna lotta tra bene e male.

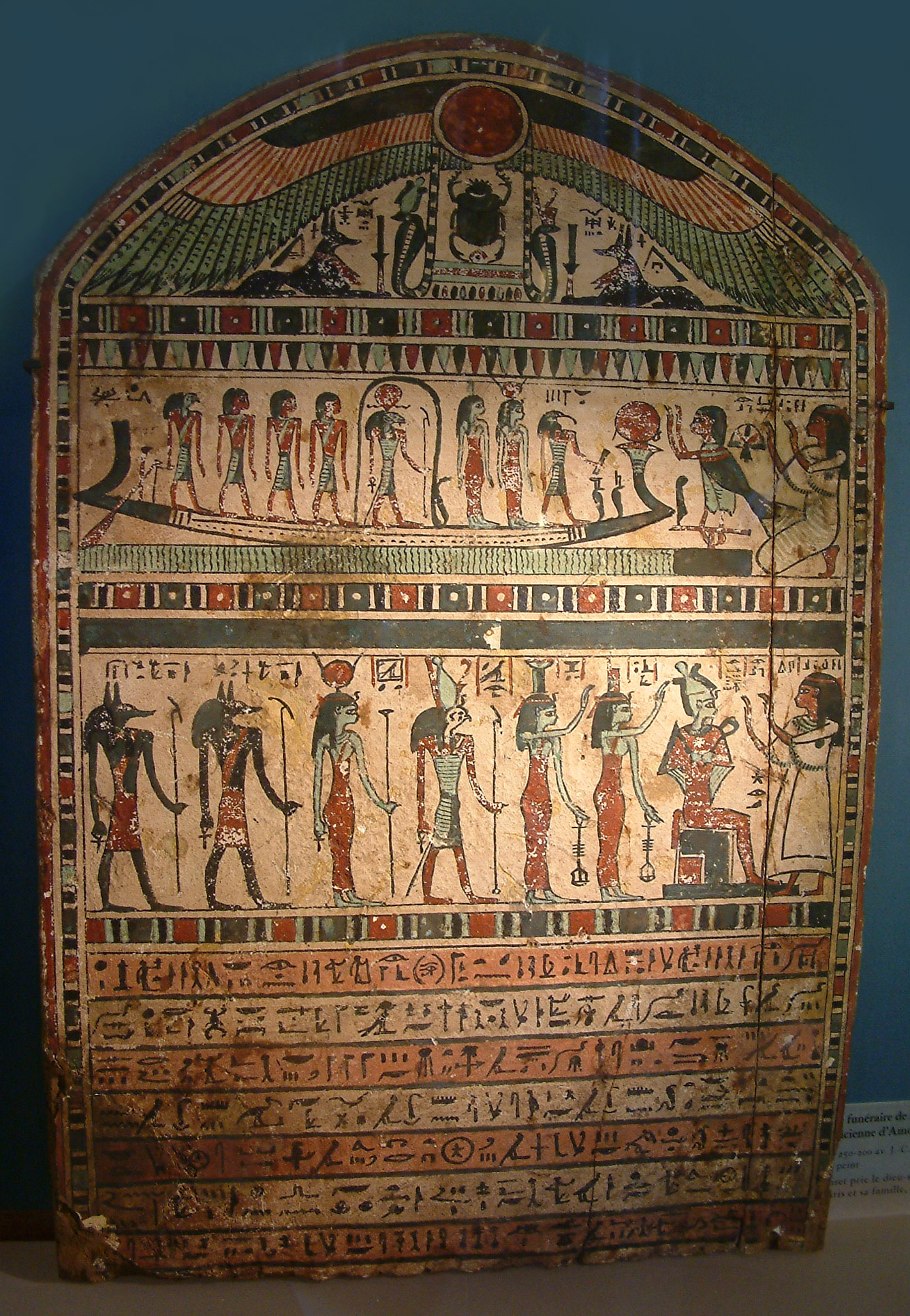
Stele della Dinastia Lagide - Tomba di Usirur - Tebe

Se Apopi fosse riuscito a fermare la barca di Ra e a rovesciarla il mondo sarebbe finito, tornando nelle tenebre.

Almeno in un'occasione però il guardiano della barca solare fallì il suo compito ed Apopi ingoiò il sole. Ma con l'aiuto di divinità protettrici, Mehen fece uscire Ra da un buco nell'addome di Apopi, come illustrato nella tomba di Ramses IX, consentendo così al dio-sole di terminare il suo tragitto e rinascere.
Del primordiale dio si hanno tracce nei Testi delle piramidi, nei Testi dei sarcofagi e nei papiri fin dall'Antico Regno ma è molto probabile che il suo culto nasca anche prima del Periodo Predinastico.
Nel Nuovo Regno nacque la regola secondo la quale, nel viaggio notturno di Ra, poteva partecipare anche il defunto, ma solo se esso si trovasse seppellito nelle profondità della terra: nacquero così gli ipogei.
Nelle tombe della Valle dei Re, il dio-serpente è raffigurato nelle scene dell'Amduat e ancor più in quelle del Libro delle Porte. Queste delimitano le ore della notte, che sono dodici, e il testo recita il percorso del dio-sole, accompagnato dal sovrano, nel cielo della notte.
Nell'iconografia annoveriamo le seguenti tombe:
- Ramses I vi è rappresentata la barca solare di Ra con testa d'ariete, chiamato Auf-Ra, nella III ora del Libro delle Porte. Entrambi sono protetti dal dio Mehen e dalle minori divinità Sia e Heqa;
- Horemheb anche qui, essendo ben illustrato il Libro delle Porte pur se incompleto, sono numerose le raffigurazioni del serpente Mehen;
- Seti I splendidamente decorata con i Libri, ha numerose raffigurazioni tratte dal Libro delle Porte tra cui quella in cui Mehen e altre divinità impediscono ad Apopi di ostacolare Ra;
- Ramses VI dipinta con immagini dalla tecnica perfetta, ha numerose rappresentazioni di Mehen. Nella tomba infatti i testi dei Libri delle Porte, dei Cieli e delle Caverne sono completi;
- Thutmose III ove sono rappresentate le dodici ore notturne dell'Amduat con la barca di Ra protetta da Mehen.

Quest'ultimo è stato spesso raffigurato, perché il viaggio notturno del sole divenne il tema magico-religioso più ricorrente nelle rappresentazioni funerarie.
Il sacro serpente Mehen doveva accuratamente proteggere il viaggio di Ra, poiché la fine del mondo era estremamente temuta dagli egizi, ed essi, inoltre, viaggiando con il sole, sarebbero rinati, sconfiggendo così la morte.
E mentre il sovrano, con il dio Ra e le divinità protettrici, si avviava trionfante verso la rinascita sua e dei suoi antenati, altri uomini, nella terra di Kemet, continuavano solo a morire.

## Gioco egizio
All'Antico Regno risale anche il gioco "del serpente attorcigliato", che era così strettamente connesso al dio Mehen, da ipotizzare più una funzione religiosa che un passatempo; si pensa infatti che fosse un rituale tra il dio Mehen e il defunto, il quale, se avesse vinto la partita, si sarebbe salvato dal morso velenoso.
Svolgimento del gioco: per scegliere chi dovesse iniziare, si lanciavano i dadi e chi faceva il numero maggiore iniziava. Si procede dalla coda alla testa del serpente, lanciando i dadi. Arrivati alla testa, ci si trasforma in leone o in leonessa; a questo punto si ritorna alla coda (trasformandosi, il lancio dei dadi vale doppio). Il primo ad arrivare alla coda vince.